# Deutsche Nordische Skimeisterschaften 1972
Die Deutschen Nordischen Skimeisterschaften 1972 fanden am 26. und 27. Februar in Neubau im Fichtelgebirge und vom 1. bis zum 4. März in Reit im Winkl statt. Wegen Schneemangels waren die Wettbewerbe von Willingen nach Bayern verlegt worden. Der „Goldene Ski“ wurde an Michaela Endler, Walter Demel sowie Franz Keller überreicht. Der technische Leiter für den nordischen Skisport war Helmut Weinbuch, der DSV-Sportwart war Dr. Horst Jäger.

## Programm und Zeitplan
| Datum            | Uhrzeit | Ereignis                  | Geschlecht | Ort           |
| ---------------- | ------- | ------------------------- | ---------- | ------------- |
| Sa., 26. Februar | 09:00   | 4 × 10-km-Vereinsstaffel  | Männer     | Neubau        |
| So., 27. Februar | 09:00   | 50-km-Skimarathon         | Männer     | Neubau        |
|                  |         |                           |            |               |
| Mi., 1. März     | 08:30   | 10-km-Langlauf            | Frauen     | Reit im Winkl |
| Mi., 1. März     | 09:00   | 30-km-Langlauf            | Männer     | Reit im Winkl |
| Do., 2. März     | 14:00   | Kombinationsspringen      | Männer     | Reit im Winkl |
| Fr., 3. März     | 08:30   | 5-km-Langlauf             | Frauen     | Reit im Winkl |
| Fr., 3. März     | 09:00   | 15-km-Langlauf            | Männer     | Reit im Winkl |
| Fr., 3. März     | 13:30   | Skispringen               | Männer     | Reit im Winkl |
| Sa., 4. März     | 08:30   | 4 × 10-km-Verbandsstaffel | Männer     | Reit im Winkl |
| Sa., 4. März     | 10:00   | 3 × 5-km-Verbandsstaffel  | Frauen     | Reit im Winkl |

## Skilanglauf

### Frauen

#### 5km
| Platz | Name                    | Verein          | Zeit (h)  |
| ----- | ----------------------- | --------------- | --------- |
| 01    | Michaela Endler         | WSV Oberaudorf  | 0:18:17,6 |
| 02    | Monika Mrklas           | SK Meinerzhagen | 0:19:11,1 |
| 03    | Ingrid Rothfuß          | SV Baiersbronn  | 0:19:29,4 |
| 04    | Annemie Amslinger       | Altötting       | 0:20:41,5 |
| 05    | Ursula Sommer           | Ussein          | 0:20:57,4 |
| 06    | Stefanie Köhrer-Wamsler | SC Degenfeld    | 0:21:15,6 |

Datum: Freitag, 3. März 1972
Erneut gewann die Hotel-Angestellte Michaela Endler das Rennen der Frauen über 5 Kilometer. Rothfuß und Mrklas sicherten sich die Ränge 2 und 3, während die Jugend weiterhin weit abgeschlagen auf den hinteren Rängen landete.

#### 10km
| Platz | Name                    | Verein          | Zeit (h)  |
| ----- | ----------------------- | --------------- | --------- |
| 01    | Michaela Endler         | WSV Oberaudorf  | 0:34:47,8 |
| 02    | Ingrid Rothfuß          | SV Baiersbronn  | 0:35:56,8 |
| 03    | Monika Mrklas           | SK Meinerzhagen | 0:37:24,0 |
| 04    | Annemie Amslinger       | Altötting       | 0:38:59,5 |
| 05    | Stefanie Köhrer-Wamsler | SC Degenfeld    | 0:38:59,9 |
| 06    | Marita Schleich         | SC Peiting      | 0:39:23,5 |

Datum: Mittwoch, 1. März 1972
Michaela Endler wurde mit einem deutlichen Vorsprung auf Ingrid Rothfuß Deutsche Meisterin über zehn Kilometer. Das Damen-Aufgebot war jedoch nur schwach besetzt.

#### Verbandsstaffel
| Platz | Namen                                           | Verband         | Zeit (h)  |
| ----- | ----------------------------------------------- | --------------- | --------- |
| 01    | Annemie Amslinger Kathrin Glasl Michaela Endler | Bayern I        | 1:02:57,7 |
| 02    | Ursula Sommer Sigrid Afflerbach Monika Mrklas   | Westdeutschland | 1:04:16,9 |
| 03    | Ingrid Rothfuß Steurer Stefanie Köhrer-Wamsler  | Schwaben I      | 1:05:00,5 |

Datum: Samstag, 4. März 1972
Den 3-mal-5-Kilometer-Staffellauf gewann die bayerische Staffel überlegen mit mehr als einer Minuten Vorsprung. Besonders freuen durfte sich dabei Michaela Endler, die nach dem Staffelsieg ihren zwölften Meistertitel gewann und somit mit Rita Czech-Blasel gleichzog. Die westdeutsche Sigrid Afflerbach brach erschöpft im Ziel zusammen, konnte aber dennoch den zweiten Platz mit ihrer Staffel belegen.

### Männer

#### 15 km
| Platz | Name            | Verein            | Zeit (h)  |
| ----- | --------------- | ----------------- | --------- |
| 01    | Georg Zipfel    | SC Kirchzarten    | 0:46:34,7 |
| 02    | Walter Demel    | SC Zwiesel        | 0:46:59,5 |
| 03    | Gerhard Gehring | SC Füssen         | 0:46:59,6 |
| 04    | Frank Betz      | SC Nesselwang     | 0:48:17,0 |
| 05    | Anton Reiter    | WSV Reit im Winkl | 0:48:21,4 |
| 06    | Edgar Eckert    | SC Neubau         | 0:48:22,3 |
| 07    | Urban Hettich   | SC Schonach       | 0:48:51,9 |
| 08    | Helmut Havelka  | SC Nesselwang     | 0:48:52,1 |
| 09    | Wilfried Wagner | SC Zwiesel        | 0:48:57,3 |
| 10    | Waldemar Junkel | SC Bubenbach      | 0:49:02,7 |

Datum: Freitag, 3. März 1972
Den 15-km-Langlauf gewann überraschend der erst 18-jährige Freiburger Georg Zipfel, der somit Seriensieger Walter Demel auf den zweiten Rang verwies. Tatsächlich war selbst der zweite Platz lange Zeit in Gefahr gewesen, doch stürzte Gerhard Gehring beim Anstieg wenige hundert Meter vor dem Ziel und musste sich Demel im Zielsprint geschlagen geben.

#### 30 km
| Platz | Name            | Verein            | Zeit (h)  |
| ----- | --------------- | ----------------- | --------- |
| 01    | Walter Demel    | SC Zwiesel        | 1:33:12,4 |
| 02    | Gerhard Gehring | SC Füssen         | 1:35:13,0 |
| 03    | Hartmut Döpp    | SK Winterberg     | 1:35:31,2 |
| 04    | Helmut Havelka  | SC Nesselwang     | 1:36:51,6 |
| 05    | Anton Reiter    | WSV Reit im Winkl | 1:37:27,3 |
| 06    | Herbert Merkl   | TS Marktredwitz   | 1:38:07,2 |
| 07    | Helmut Roderer  | SC Neubau         | 1:38:49,6 |
| 08    | Helmut Hug      | SZ Breitnau       | 1:39:00,1 |
| 09    | Wilfried Wagner | SC Zwiesel        | 1:39:28,5 |
| 10    | Siegfried Maier | Hochvogel München | 1:39:50,2 |

Datum: Mittwoch, 1. März 1972

Zum Auftakt der nordischen Skimeisterschaften in Reit im Winkl starteten die Athleten den 30-km-Langlauf auf der Hemmersuppenalm in rund 1400 Metern Höhe. Da Walter Demel aufgrund eines Wetterumschwungs falsch gewachst hatte, tat sich der Zwieseler Stadtrat zunächst schwer, ehe er letztlich das Rennen doch mit zwei Minuten Vorsprung gewann. Vizemeister wurde der lange Zeit führende Schwabe Gerhard Gehring. Die Loipe beschrieb Demel als „maßgeschneidert und leicht“.

#### 50 km
| Platz | Name                | Verein            | Zeit (h)  |
| ----- | ------------------- | ----------------- | --------- |
| 01    | Hartmut Döpp        | SK Winterberg     | 3:00:58,8 |
| 02    | Helmut Havelka      | SC Nesselwang     | 3:02:59,9 |
| 03    | Siegfried Maier     | Hochvogel München | 3:09:02,2 |
| 04    | Günther Hetzler     | SK Langewiese     | 3:09:55,5 |
| 05    | Herbert Merkl       | TS Marktredwitz   | 3:09:57,2 |
| 06    | Hannes Bleier       | SC Bayrischzell   | 3:10:48,0 |
| 07    | Herbert Steinbeißer | SC Ruhpolding     | 3:11:18,0 |
| 08    | Hans Landskron      | WSV Weißenstadt   | 3:12:12,0 |
| 09    | Anton Reiter        | WSV Reit im Winkl | 3:12:17,0 |
| 10    | Andreas Hackl       | SCMK Hirschau     | 3:12:23,5 |

Datum: Sonntag, 27. Februar 1972
Der 50-km-Skimarathon in Neubau war geprägt von Rennaufgaben durch Spitzenathleten. Von den 48 gestarteten Läufern kamen nur deren 33 ins Ziel. So beendete Titelverteidiger Wilfried Wagner vom SC Zwiesel das Rennen ebenso vorzeitig wie Gerhard Gehring und der favorisierte Walter Demel. Letzterer kommentierte diese Entscheidung später mit folgenden Worten: „Es hatte keinen Wert, sich auf dieser schweren Loipe mit einem stumpfen Ski zu schinden. Ich wollte meine Kräfte für die deutschen Skimeisterschaften in Reit im Winkl schonen.“ Neuer Deutscher Meister wurde schließlich Hartmut Döpp vom SK Winterberg.

#### Verbandsstaffel
| Platz | Namen                                                     | Verband       | Zeit (h)  |
| ----- | --------------------------------------------------------- | ------------- | --------- |
| 01    | Franz Betz Edgar Eckert Anton Reiter Gerhard Gehring      | Bayern I      | 2:04:16,4 |
| 02    | Wilfried Wagner Hannes Bleier Helmut Havelka Walter Demel | Bayern II     | 2:05:33,0 |
| 03    | Junkel Hug Georg Zipfel Spitz                             | Schwarzwald I | 2:08:12,1 |
| 04    |                                                           | Bayern III    | 2:09:36,7 |
| 05    |                                                           | Schwaben I    | 2:10:36,0 |
| 06    |                                                           | Bayern IV     | 2:13:30,6 |

Datum: Samstag, 4. März 1972
Die Verbandsstaffeln belegten die Dominanz des bayerischen Skiverbandes, fanden sich gleich vier Teams unter den besten Sechs. Bei sonnigem Frühlingswetter auf der Hemmersuppenalm gewann die erste bayerische Staffel mit rund einer Minute Vorsprung vor den Verbandskollegen Bayern II um Walter Demel. Die schnellste Zeit über 10 km zeigte Georg Zipfel mit 30:39,5 Minuten.

#### Vereinsstaffel
| Platz | Namen                                                   | Verein               | Zeit (h)  |
| ----- | ------------------------------------------------------- | -------------------- | --------- |
| 01    | Rudolf Math Heinz Mattausch Simon Stolz Gerhard Gehring | SC Fischen           | 2:55:51,9 |
| 02    | Brandmeier Georg Martin Feller Helmut Havelka           | SC Nesselwang        | 2:56:58,1 |
| 03    | Niedermeier Josef Lengg Franz Hauser Eduard Lengg       | WSV Reit im Winkl    | 2:57:33,1 |
| 04    | Wilfried Wagner Günther Wallner ? Walter Demel          | SC Zwiesel I         | 2:59:29,2 |
| 05    |                                                         | SZ Breitnau          | 3:02:48,4 |
| 06    |                                                         | SC Ruhpolding        | 3:03:57,4 |
| 07    |                                                         | WSV Weißenstadt      | 3:06:12,6 |
| 08    |                                                         | SK Winterberg        | 3:06:55,6 |
| 09    |                                                         | SC Hochvogel München | 3:07:37,1 |
| 10    |                                                         | SCMK Hirschau        | 3:07:51,9 |

Datum: Samstag, 26. Februar 1972
Am Erfolg des SC Fischen bei der 4 × 10-km-Vereinsstaffellmeisterschaft im Fichtelgebirge hatte Schlussläufer Gerhard Gehring einen großen Anteil. Trotz ärztlichen Verbotes aufgrund einer Stirnhöhlenvereiterung ging der 26 Jahre alte Zollbeamte an den Start und lief schließlich die siegbringende zweitschnellste Streckenzeit. Die absolute Tagesbestzeit stellte hingegen der Zwieseler Walter Demel mit 40:35,8 Minuten auf. Bis zum letzten Wechsel hatte das Team des WSV Reit im Winkl in Führung gelegen, doch konnte der erfahrene Edi Lengg diese Position nicht halten. Auch die Titelverteidiger aus Breitnau konnten ihre Vorjahresleistung nicht wiederholen und landeten auf dem fünften Rang. Es gingen 30 Staffeln an den Start.

## Nordische Kombination

### Einzel
| Platz | Name               | Ort               | Gesamtpunkte |
| ----- | ------------------ | ----------------- | ------------ |
| 01    | Franz Keller       | SC Nesselwang     | 424,42       |
| 02    | Ralph Pöhland      | SC Hinterzarten   | 407,91       |
| 03    | Urban Hettich      | SC Schonach       | 407,70       |
| 04    | Alfred Winkler     | SK Winterberg     | 398,15       |
| 05    | Eduard Lengg       | WSV Reit im Winkl | 369,62       |
| 06    | Robert Rosenfelder | SC Blasiwald      | 368,09       |
| 07    | Jürgen Rees        | SV Schauinsland   | 367,93       |
| 08    | Franz Klausmann    | SC Furtwangen     | 367,42       |
| 09    | Stefan Auer        | WSV Reit im Winkl | 362,27       |
| 10    | Anton Guggemoos    | SC Partenkirchen  | 360,93       |

Datum: Donnerstag, 2. März und Freitag, 3. März 1972

Den Sprunglauf von der Franz-Haslberger-Schanze legte den Grundstein für den Erfolg Franz Kellers, der sich den Meistertitel holen konnte: „Mein Vorsprung aus dem Springen war entscheidend. Im Langlauf ist es mittelmäßig gegangen“, so der 27-jährige Nesselwanger nach seinem vierten Titelgewinn. Nach dem von Windböen und Nieselregen geplagten Sprunglauf hätte Vizemeister Ralph Pöhland bereits eineinhalb Minuten schneller laufen müssen als Keller.

## Skispringen

### Normalschanze
| Platz | Name               | Verein                   | Weite 1 | Weite 2 | Punkte |
| ----- | ------------------ | ------------------------ | ------- | ------- | ------ |
| 01    | Ernst Wursthorn    | SZ Breitnau              | 71,5 m  | 80,0 m  | 225,9  |
| 02    | Franz Keller       | SC Nesselwang            | 67,0 m  | 74,0 m  | 207,1  |
| 03    | Heini Ihle         | SC Oberstdorf            | 67,5 m  | 74,5 m  | 202,2  |
| 04    | Walter Lampe       | WSV Clausthal-Zellerfeld | 67,0 m  | 73,5 m  | 199,8  |
| 05    | Günther Göllner    | Bayreuth                 | 66,0 m  | 72,0 m  | 198,3  |
| 06    | Ralph Pöhland      | SC Hinterzarten          | 66,0 m  | 71,5 m  | 194,5  |
| 07    | Alfred Winkler     | SK Winterberg            | 65,0 m  | 73,0 m  | 191,3  |
| 08    | Alfred Grosche     | SK Winterberg            | 68,0 m  | 79,0 m  | 185,7  |
| 09    | Gerd Hofmeister    | SK Goslar                | 63,5 m  | 71,5 m  | 185,5  |
| 10    | Sepp Schwinghammer | SC Partenkirchen         | 59,5 m  | 77,0 m  | 184,4  |

Datum: Freitag, 3. März 1972

Der Wettbewerb um die deutsche Skisprungmeisterschaft fand auf der Franz-Haslberger-Schanze (Normalschanze) statt. Seinen Titel erfolgreich verteidigen konnte dabei Ernst Wursthorn, dem mit seinem Sprung auf 80 Metern auch der weiteste Satz des Tages gelang.

## Zeitungsartikel und Weblinks
- Elite der Skilangläufer heute in Neubau, Passauer Neue Presse, Ausgabe Nr. 47 vom Samstag, dem 26. Februar 1972
- Demel gab auf - Döpp gewann Ski-Marathon, PNP, Ausgabe Nr. 48 vom Montag, dem 28. Februar 1972
- Demel will seine Titelsammlung bereichern, PNP, Ausgabe Nr. 50 vom Mittwoch, dem 1. März 1972
- Demel unschlagbar: 32. Meistertitel, PNP, Ausgabe Nr. 51 vom Donnerstag, dem 2. März 1972
- Franz Keller vor seinem 4. Titelgewinn, PNP, Ausgabe Nr. 52 vom Freitag, dem 3. März 1972
- Junior Zipfel distanzierte Walter Demel, PNP, Ausgabe Nr. 53 vom Samstag, dem 4. März 1972
- Staffel-Triumph der Bayern in Reit im Winkl, PNP, Ausgabe Nr. 54 vom Montag, dem 6. März 1972